# Ruta 711 (Costa Rica)
La Ruta 711, oficialmente Ruta Nacional Terciaria 711, es una ruta nacional de Costa Rica ubicada en la provincia de Alajuela.

## Descripción
En la provincia de Alajuela, la ruta atraviesa el cantón de Grecia (los distritos de Grecia, San Isidro, San Roque).